# Jovem Pan
Jovem Pan es una red de emisoras de radio brasileña enfocada al periodismo, entretenimiento, música y transmisión deportiva perteneciente al Grupo Jovem Pan, actualmente es la mayor red de radios de América Latina, y una de las estaciones de radio más grandes del mundo. Está Ubicada en la Avenida Paulista, en el número 807, en la ciudad de São Paulo, SP. La red fue creada a partir de la inauguración de la Rádio Panamericana S/A Brasil en 1943, y que posteriormente fue adquirida por Paulo Machado de Carvalho, integrando su conjunto de radios conocidas como Emissoras Unidas. A partir de la década de 1960 comenzó a ser conocida por el actual nombre fantasia, "Jovem Pan", y en la década siguiente pasó a ser administrada por el hijo de Paulo, Tuta, que dio una programación periodística y deportiva para la emisora.
La red Jovem Pan posee cerca de 115 emisoras, que también son divididas en otras redes de radio. Jovem Pan FM posee una programación musical enfocada al público joven y la cadena Jovem Pan News transmite principalmente noticias durante toda la programación, además de transmitir deportes en su parrilla.

## Historia
La Jovem Pan surgió inicialmente como Rádio Panamericana, cuando fue inaugurada el día 3 de mayo de 1944, en su primera sede localizada en la rua São Bento. Su indicativo de llamada en la época era PRH 7. Tuvo como prefijo las primeras notas de la Quinta Sinfonia de Beethoven, que representaba la letra V, que simboliza de victoria, en el código Morse.
En noviembre, el empresario paulista Paulo Machado de Carvalho compra la emisora, haciendo que con que ella pase a integrar a su grupo  Emissoras Unidas.
En 1945 la Panamericana - que nació para transmitir novelas - fue transformada en “La Radio de los Deportes” por Paulo Machado de Carvalho, con el proyecto ejecutado por el entonces asumido director general Paulo Machado de Carvalho Filho.
En 1964, aún unida a la TV Record, Antônio Augusto Amaral de Carvalho, otro hijo de Paulo Machado de Carvalho, asumió definitivamente la dirección de la emisora, donde ya había sido el practicante.
El nombre fantasia Jovem Pan surgió en 1965, dato por Paulo Machado de Carvalho para revitalizar el nombre de la emisora, que ya estaba enfocada con muchos eventos y hechos de la actualidad.
La gran transformación de la Panamericana comenzó en 1966. Ya con el nombre fantasia de Jovem Pan, la radio inició varios programas con ídolos de la música popular brasileña que, en la época, hacían gran éxito en la TV Record.
En la década de 1970, la emisora pasó a invertir en el periodismo,  periodo en que surgieron el Equipe Sete e Trinta, el Jornal de Integração Nacional y, finalmente, el Jornal da Manhã, que hasta hoy es una referencia en el periodismo radial en todo el país.
En 1973, Antônio Augusto Amaral de Carvalho adquirió las acciones de la emisora de los hermanos Paulo Machado de Carvalho Filho y Alfredo de Carvalho, haciéndose el único propietario de la radio.
En 1976, la Jovem Pan dejó la avenida Miruna, y se instaló de la avenida Paulista n.º 807 - 24º piso. Aún este año, fue inaugurada a Jovem Pan FM, con sede en el mismo local.
En 1993, la emisora inició el proyecto Jovem Pan Sat, que tuvo su implantación en 1994, con señal de audio totalmente digital, transmitiendo vía satélite para varias regiones del país.

## Pionerismo y tradición

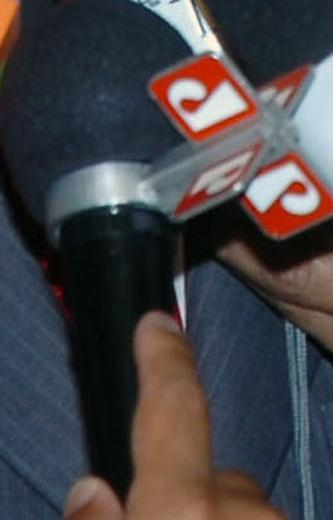
Detalle del dosel de un micrófono con el logotipo de la emisora, usado hasta 2013.

Jovem Pan es una de las más antiguas emisoras de radio informativas de la ciudad de São Paulo, estando entre las más oídas en el radio AM. El formato de periodismo y prestación de servicios comenzó en la década de 1970 y perdura hasta hoy. En la época, al lado de la Radio Eldorado, la Joven Pan era una de las únicas radios informativas de la ciudad.
Los jingles, las músicas y las vinhetas también son bastante tradicionales, los jingles de la Jovem Pan FM, son producidos en los Estados Unidos, por Reelworld Jingles, Y Puntualmente, a las 7 horas de la mañana, todos los días de la semana, desde hace 30 años, son tocados tramos de las músicas Tema de São Paulo - Amanhecendo - O tempo e a hora, del compositor Billy Blanco, consideradas por muchos como un himno de los paulistanos. A comienzos del 2000, la radio llegó a intentar cambiar el horario de la ejecución de esta música, pero los oyentes reclamaron y se mantuvo el horario original.
Por 57 años, Narciso Vernizzi fue reportero deportivo y meteorológico de la radio y gran parte de los reporteros, locutores y redactores tienen décadas de trabajo en la radio.

## Emisoras
La red Jovem Pan posee afiliadas en todas las regiones de Brasil, en su mayoría transmitidas en onda media, siendo la mayor red de radio da América Latina. Además de las afiliadas, la radio posee tres emisoras propias en las ciudades de São Paulo, São José do Rio Preto y Brasília.

## Programas
Los programas que son transmitidos por la radio Jovem Pan, son formados principalmente por programas periodísticos, que la emisora tiene como marca registrada desde la década de 1970, donde pasó a invertir en el formato del periodismo popular. El Jornal da Manhã es uno de los buque insignia de la programación de la emisora, siendo considerado una de las redacciones periodísticas más tradicionales de la radio.
La emisora posee en su parrilla de programación transmisiones deportivas, de las cuales transmite los partidos de los principales campeonatos de fútbol del país. La radio también transmite otros eventos,  la Fórmula 1.
Pánico: el programa de radio más famoso y más escuchado del Radio Brasileño, y en números De oyentes es el programa de radio más escuchado en el mundo,El éxito del programa en la radio fue tan grande,que fue exhibido en la televisión entre los años 2003 a 2012 en la Rede TV y de 2012 a 2017 en la Band,en 2018 volvió  a ser exhibido nuevamente sólo en la Radio y en YouTube, todos los días de las 12:00 H a 2:00 de la tarde.